# Человеческий зоопарк
Человеческий зоопарк (также известный как «этнологическая экспозиция», «выставка людей» и «негритянская деревня») — собирательное название различных форм коммерческой демонстрации коренных народов, называемых «дикими» или «экзотичными», в зоопарках и парках развлечений, а также на всемирных и колониальных выставках. Такого рода развлечение для широкой публики Европы, США и Японии практиковалось с 1875 по 1930-е годы; отдельные случаи отмечены после Второй мировой войны. Подобные зоопарки в колониальных обществах распространяли ярко выраженные расистские и шовинистические идеи, черпаемые из течений социального дарвинизма.
С 2000 года к вопросам существования человеческих зоопарков активно стали обращаться исследователи междисциплинарных наук, изучающих колониальную и социальную историю, культурную социологию и антропологию, постколониализм.

## Первые выставки людей
Предшественниками настоящих зоопарков были многочисленные попытки европейцев привезти с собой из заокеанских плаваний аборигенов. Колумб также привозил в Испанию индейцев напоказ. Другим примером была готтентотка Саарти Бартман, более известная как Венера Готтентотская, привезённая в Лондон на показ из Кейптауна, где она была служанкой при голландской (бурской) семье. Её выпуклые ягодицы (стеатопигия) и ярко выраженные половые губы привлекали внимание публики.
В XIX веке такие показы также были популярны. Одним из известных шоу был цирк Ф. Т. Барнума, который начал свои показы с пожилой рабыни-негритянки Джойс Хет (Joice Heth) (первый показ 25 февраля 1836 года), о которой утверждалось, будто бы она была няней Джорджа Вашингтона. Когда через год Джойс умерла, Барнум начал демонстрировать сиамских близнецов Ченга и Энга Банкеров.

## С 1870 года
Начиная с 1870-х годов человеческие зоопарки становятся символом второй волны империализма, охватившей западные страны, борющиеся за колонии в мире (см. Колониальный раздел Африки). Тогда подобные зоопарки появились в Антверпене, Лондоне, Барселоне, Милане, Нью-Йорке, Варшаве, Гамбурге, каждую из которых посетили от 200 до 300 тысяч человек. Часто показ людей был частью так называемых «колониальных выставок», где представлялись различные экономические достижения колоний. В Германии особую известность получил Карл Хагенбек, выставлявший саамов (лапландцев) и народы с Самоа.
В 1903 году на индустриальной выставке в Осаке (Япония) в «Антропологическом павильоне» демонстрировались семь айнов с Хоккайдо, один «грубый варвар» и два «подготовленных варвара», два «уроженца» Тайваня, два жителя Окинавы, два корейца, два малайца, три китайца, семь индийцев, один яванец, один османский турок и один житель острова Занзибар. Тогда же в «Тайваньском павильоне» «грубых варваров» (подразумевались коренные жители Тайваня) заставляли в декоративных джунглях изображать надуманный религиозный ритуал с отрубленными человеческими головами. Выставка встретила жёсткую критику. В ответ на протесты Китая, Кореи и Окинавы представители этих стран были выведены из «Антропологического павильона». В целом, японцы выражали явное неприятие демонстрации коренных народов.
В 1904 году на Всемирной выставке в Сент-Луисе (США) посетителям показывали представителей туземных племён Африки и Океании, тлинкитов юго-восточной Аляски, а также многочасовую реконструкцию сражений англо-бурской войны, в которых принимали участие ветераны войны, включая генералов с обеих сторон. Представленные апачи с юго-запада США и филиппинские игороты были названы «примитивными». Организаторы устраивали этнографическую демонстрацию обычаев, повторявшуюся изо дня в день. Жертвы торговли людьми жили в тяжёлых условиях, и многие погибли в пути или во время выставки. Места для захоронения на двух кладбищах Сент-Луиса были подготовлены заранее; однако традиционные обычаи похорон были запрещены. Расистские понятия и эпитеты, использовавшиеся внутри США, проникли в среду иностранных посетителей выставки и распространились в других странах.
Считающаяся последней «временная экспозиция» с неграми существовала в 1958 году в Брюсселе на выставке «Экспо», где бельгийцы представили «конголезскую деревню вместе с жителями». Однако зимой 1993 года бренд «Biscuiterie Saint-Michel» совместно с сафари-парком «Planète Sauvage» построили ивуарийскую «деревню Бамбулы» недалеко от Нанта (Франция). Под давлением общественности она была закрыта в сентябре 1994 года.